# JC Greyling
JC Greyling (nacido en Okahandja el 21 de junio de 1991) es un jugador de rugby namibio, que juega de centro para la selección de rugby de Namibia.
Su debut con la selección de Namibia se produjo en un partido contra Alemania en Windhoek el 29 de octubre de 2014. 
Seleccionado para la Copa del Mundo de Rugby de 2015, JC Greyling anotó un ensayo en la derrota de su equipo 64-19 frente a Argentina.